# 当湖第一桥
当湖第一桥为位于中国浙江省嘉兴平湖市当湖街道解放路西段、安吉弄北口的一座三孔石拱桥，南北向跨市河，西北邻当湖老宅。该桥原名迎恩桥，始建年代不详，清咸丰九年（1859）重建后改为今名，1999年重修。桥长26.3米，宽3.35米，高约9米，拱券采用纵联分节并列砌筑，两侧设栏板，但无望柱间隔。